# Charles Joseph Auriol
Pour les articles homonymes, voir Auriol.
Charles Joseph Auriol, né le 13 novembre 1778 à Genève et mort le 25 mai 1834 à Choully, est un peintre suisse.

## Biographie

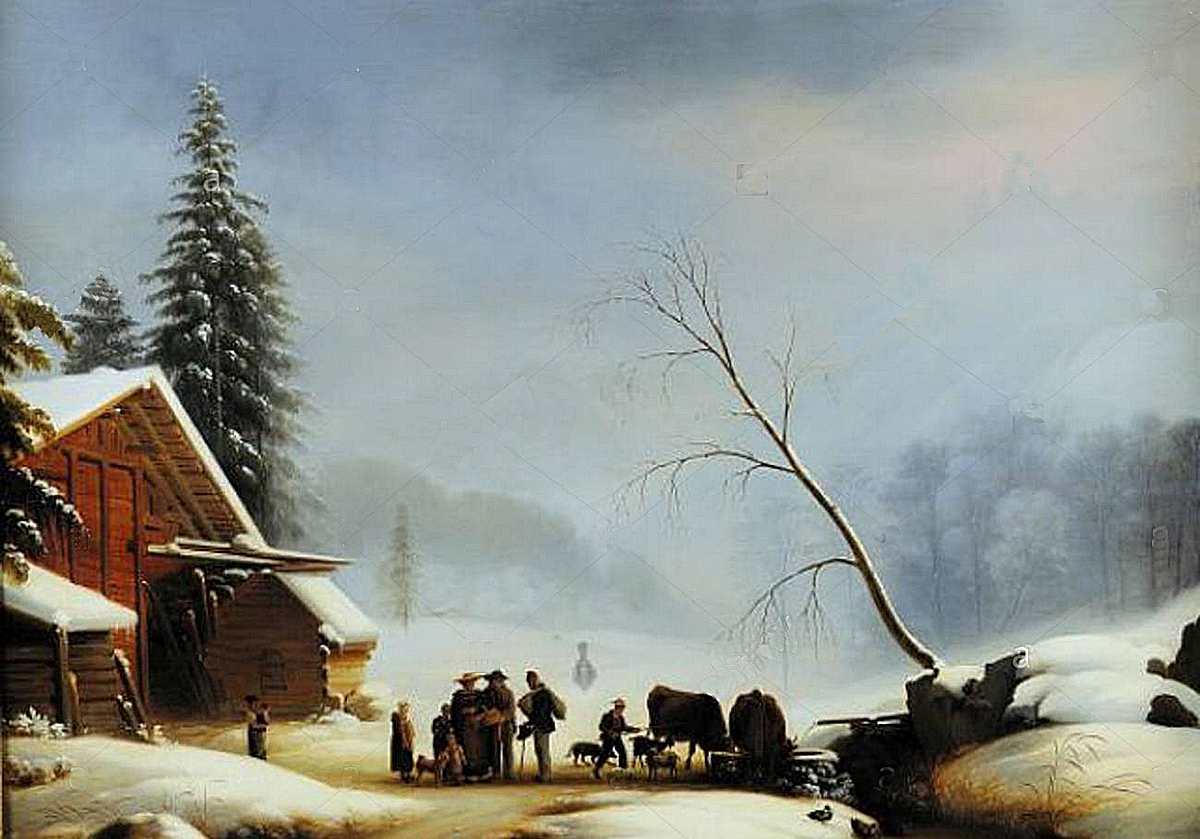
Paysage, huile sur toile,, coll. privée

Fils de Pierre Élisée d’Auriol, colonel au service du roi de Sardaigne (1771- 1790) et d’Anne Élisabeth Urrettini de Turtin, il fut, à Genève, l’élève de Pierre-Louis de La Rive, puis à Paris de François-André Vincent, David et Girodet. Il rentra à Genève en 1810 et y passa la fin de sa vie. Il avait épousé, en juillet 1811, Anne Jeanne Marguerite Dunant, dont il eut Philippe Élisé (8 avril 1814-1866) et Louis Philippe Gustave (31 août 1816-1882).
Danielle Buyssens note le romantisme de ses compositions aux effets de brouillards. Son ami le peintre Wolfgang Adam Toepffer l'avait surnommé « le peintre des brouillards ».